# Trifolium lemmonii
Trifolium lemmonii är en ärtväxtart som beskrevs av Sereno Watson. Trifolium lemmonii ingår i släktet klövrar, och familjen ärtväxter. Inga underarter finns listade i Catalogue of Life.